# Stortingsvalget 1981
Stortingsvalget 1981 blev afholdt den 14. september. Valgdeltagelsen var på 82,0 %. Der blev valgt 155 stortingsrepræsentanter. På grund af fejl ved gennemføringen af valget 14. september blev der afholdt omvalg i Buskerud og Troms den 7. december. Dette førte til at Arbeiderpartiet vandt et mandat i Buskerud på bekostning af Høyre.
Gro Harlem Brundtlands første regering tabte valget, og blev afløst af Kåre Willochs regering.

## Valgresultater
| Parti                                       | Stemmetal | Stemmer i procent (%) | Ændring fra 1977 | Mandater | Ændring fra 1977 |
| ------------------------------------------- | --------- | --------------------- | ---------------- | -------- | ---------------- |
| Arbeiderpartiet                             | 914 749   | 37,2                  | - 5,1            | 66       | - 10             |
| Høyre                                       | 780 372   | 31,7                  | + 7,2            | 53       | + 12             |
| Kristelig Folkeparti                        | 219 179   | 8,9                   | - 0,8            | 15       | - 7              |
| Sosialistisk Venstreparti                   | 121 561   | 4,9                   | + 0,8            | 4        | + 2              |
| Fremskrittspartiet                          | 109 564   | 4,5                   | + 2,6            | 4        | + 4              |
| Senterpartiet                               | 103 753   | 4,2                   | - 3,8            | 11       | - 1              |
| Venstre                                     | 79 064    | 3,2                   | + 0,9            | 2        | 0                |
| Rød Valgallianse                            | 17 844    | 0,7                   | + 0,1            | 0        | 0                |
| Det Liberale Folkepartiet                   | 13 344    | 0,5                   | - 0,4            | 0        | 0                |
| Norges Kommunistiske Parti                  | 6 673     | 0,3                   | - 0,1            | 0        | 0                |
| Folkeavstemningspartiet/Tverrpolitisk Liste | 1 482     | 0,06                  | + 0,06           | 0        | 0                |
| Tom A. Schankes Parti                       | 826       | 0,03                  | + 0,03           | 0        | 0                |
| Frie Folkevalgte                            | 782       | 0,03                  | - 0,02           | 0        | 0                |
| Samealbmot listu/Samefolkets Liste          | 594       | 0,02                  | 0                | 0        | 0                |
| Borgerlige fælleslister                     | 88 969    | 3,6                   | - 1,2            | 0¹       | 0                |
| Totalt                                      | 2 458 755 | 100                   |                  | 155      | 0                |

¹ Mandater fra borgerlige fælleslister fordelt på enkeltpartier.
De borgerlige fælleslister var:
- Kristelig Folkeparti og Senterpartiet i Nord-Trøndelag
- Kristelig Folkeparti, Senterpartiet og Det Liberale Folkepartiet i Finnmark
- Senterpartiet og Venstre i Telemark, Vestfold, Buskerud og Oppland
- Kristelig Folkeparti, Senterpartiet og Venstre i Hedmark

Statistisk Sentralbyrå udgiver en statistik over valgresultatet med fælleslisterne opdelt på de enkelte partier. Resultaterne for disse partier på landsbasis blev:
| Parti                | Stemmer i procent (%) | Ændring fra 1977 |
| -------------------- | --------------------- | ---------------- |
| Kristelig Folkeparti | 9,4                   | - 3,0            |
| Senterpartiet        | 6,7                   | - 1,9            |
| Venstre              | 3,9                   | + 0,7            |